# Achelia cuneatis
Achelia cuneatis là một loài nhện biển trong họ Ammotheidae. Loài này thuộc chi Achelia. Achelia cuneatis được miêu tả khoa học năm 1999 bởi Child.